# Hrabstwo St. Joseph (Indiana)
Hrabstwo St. Joseph (ang. St. Joseph County) – hrabstwo w stanie Indiana w Stanach Zjednoczonych.

## Geografia
Według spisu z 2010 roku obszar całkowity hrabstwa obejmuje powierzchnię 461,38 mili2 (1194,97 km²), z czego 457,85 mili2 (1185,83 km²) stanowią lądy, a 3,54 mili2 (9,17 km²) stanowią wody. Według szacunków United States Census Bureau w roku 2012 miało 17 095 mieszkańców. Jego siedzibą administracyjną jest South Bend.

### Miasta
- Indian Village
- Lakeville
- New Carlisle
- North Liberty
- Mishawaka
- Osceola
- Roseland
- South Bend
- Walkerton

### CDP
- Georgetown
- Granger
- Gulivoire Park
- Notre-Dame